# Hôtel Laffemas
El hôtel Laffemas es un hôtel particulier ubicado en la Plaza de los Vosgos en París, Francia. Está en el lado este de la plaza, al norte del Hôtel d'Angennes de Rambouillet. Limita al norte con la rue du Pas-de-la-Mule y data de principios del siglo XVII. Las fachadas y cubiertas se clasificaron como monumento histórico en 1920. La galería sobre la plaza y las hojas de la puerta fueron construidas en 1955.